# Тиньков, Валерий Анатольевич
Валерий Анатольевич Тиньков (12 ноября 1957) — 1 мая 1995) — майор милиции; Герой России (1995).

## Биография
Родился в русской семье. В 1977 году окончил Московский авиационный техникум.
В 1977—1979 годах служил в 371-м гвардейском Берлинско-Бобруйском полку войск ПВО СССР, затем работал на авиационно-технической базе Домодедовского производственного объединения Московского транспортного управления гражданской авиации.
С 1983 года служил в органах внутренних дел — милиционером, инспектором отделения уголовного розыска, оперуполномоченным; с 1986 года — инспектор Управления кадров ГУВД Мособлисполкома, старший преподаватель Учебного центра ГУВД Московской области, начальник отделения служебной и боевой подготовки Управления кадров ГУВД Мособлисполкома. С 1992 года — заместитель командира подмосковного Отряда милиции особого назначения, с 1 марта 1993 года — командир ОМОН ГУВД Московской области.
В 1993 году возглавлял сводную бригаду МВД РФ в зоне осетино-ингушского конфликта. Был награждён медалью «За отличную службу по охране общественного порядка» за организацию и проведение комплексных операций по пресечению диверсионной деятельности экстремистских формирований.
С 3 августа 1994 года — начальник Учебного центра ГУВД Московской области.
В апреле 1995 года добровольно уехал в Чечню для участия в восстановлении конституционного порядка, возглавлял подмосковный Отряд милиции особого назначения. В бою за посёлок Самашки действовал в составе батальона софринской бригады Внутренних войск, поднял в атаку штурмовую группу, уничтожил гранатомётчика и пулемётный расчет. Несмотря на полученное ранение (в лицо и руку), из боя не вышел. Был представлен к ордену Мужества.
14 апреля в бою за Бамут захватил опорный пункт боевиков, взорвал склад боеприпасов. В течение пяти часов отражал атаки бандитов, обеспечил огневую поддержку атакующим подразделениям внутренних войск.
1 мая 1995 года сводная колонна под командованием В. Тинькова при въезде в Грозный подверглась нападению из засады, потеряла возможность маневра и попала под перекрёстный огонь. Вызвав по рации подкрепление, В. Тиньков организовал оборону, рассредоточил бойцов отряда и отражал натиск дудаевцев. Был смертельно ранен в голову снайпером.
Указом Президента Российской Федерации № 735 от 21 июля 1995 года майор милиции Валерий Анатольевич Тиньков за проявленные им отвагу и самоотверженность при выполнении специального задания на территории Чеченской республики посмертно удостоен звания Героя России.
Похоронен в городе Видном на Видновском кладбище.

### Семья
Жена — Татьяна Анатольевна Тинькова.

## Награды
- Медаль «Золотая Звезда» Героя России (21.7.1995)
- медаль «За отличную службу по охране общественного порядка» (1993)

## Память

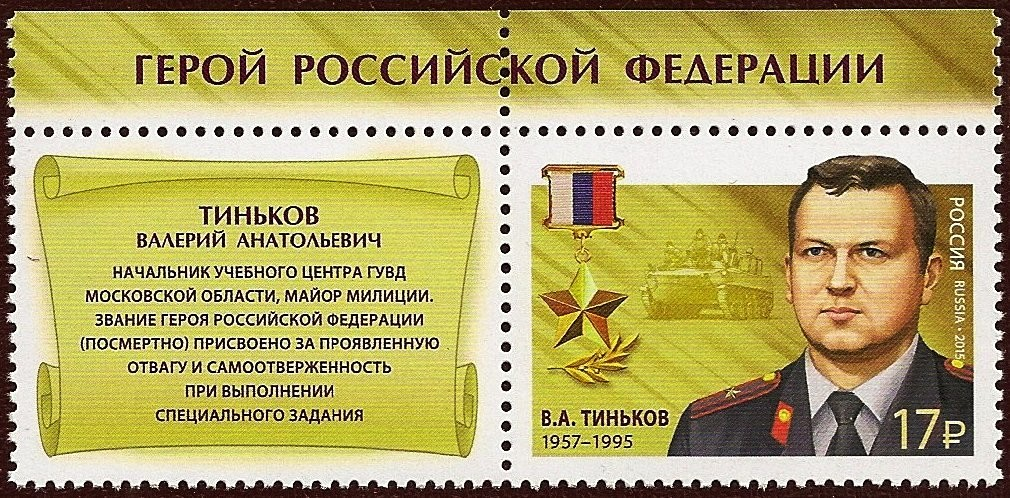
Почтовая марка России. 2015 г.

- Имя В. А. Тинькова носит Центр профессиональной подготовки ГУ МВД России по Московской области[2]; на его территории в память о Тинькове были установлены бюст и мемориальная доска. С 1996 года в Центре проходят ежегодные спортивные соревнования, посвящённые памяти погибшего майора[2].
- В 1995 году именем В. А. Тинькова названа одна из улиц города Видное (Московская область) — бывшая Шоссейная[3].
- Имя Валерия Тинькова носит общественная организация «Московская областная ассоциация боевых искусств»[4].
- Тиньков был навечно занесен в списки сотрудников Межрегиональной Ассоциации «Русь»[5].
- В 2015 году акционерным обществом «Марка», осуществляющим издание знаков почтовой оплаты в РФ, была выпущена почтовая марка серии «Герои Российской Федерации», посвящённая В. А. Тинькову[6].